# Ptilinopus granulifrons
Ptilinopus granulifrons (tên tiếng Anh: Bồ câu ăn quả mào thịt) là một loài chim trong họ Bồ câu. Đây là loài đặc hữu Indonesia.
Môi trường sống tự nhiên của nó là rừng đất thấp ẩm nhiệt đới hoặc cận nhiệt đới rừng, vùng cây bụi ẩm nhiệt đới hoặc cận nhiệt đới, và đất canh tác. Nó bị đe dọa do mất nơi sống.